# Bol d'or automobile 1955
Navigation
Édition précédente
Le Bol d'or 1955, également connue comme le Grand Prix des 24 Heures de Paris est la 27e édition de l'épreuve et se déroulent les 14 et 15 mai 1955 sur l'autodrome de Linas-Montlhéry.
Il s'agit de la dernière édition du Bol d'or automobile.

## Classement de la course
| Pos. | Pilotes                               | Châssis                | Tours | Distance/Abandon |
| ---- | ------------------------------------- | ---------------------- | ----- | ---------------- |
| 1    | Auguste Veuillet Gonzague Olivier     | Porsche 550 Spyder     | 408   |                  |
| 2    | Josef Jeser Annie Bousquet            | Porsche 550            |       |                  |
| 3    | Georges Guyot Michel Parsy            | Maserati A6GCS         |       |                  |
| 4    | Hermano da Silva Ramos Jacques Pollet | Gordini T15S 2.0       | 363   |                  |
| 5    | Charles de Cortanze Eldé              | Peugeot 203C           |       |                  |
| 6    | Paul Barbier André Chambas            | Peugeot 203A           |       |                  |
| 7    | Metin J. Tardieu                      | Peugeot 203 Constantin |       |                  |
| 8    | Raymond Stempert Lucien Bonnet        | Panhard                |       |                  |
| 9    | Tessier Gustave Olivier               | Triumph TR2            |       |                  |
| 10   | John Simone Jean de Montrémy          | Monopole               |       |                  |

- Légende: Abd.=Abandon.

Sur les 24 heures de course, Annie Bousquet n’assurera que quatre heures de relais, tétanisée par un accident dans lequel un pilote s’est fait arracher une jambe. Elle consommera des opiacés pour terminer l'épreuve.